# Historicidad del Éxodo
La historicidad del Éxodo se refiere al debate académico y arqueológico sobre la veracidad histórica de la narrativa bíblica que relata la esclavitud de los hebreos en el Antiguo Egipto, su subsecuente liberación masiva bajo el liderazgo de Moisés y su peregrinaje de cuarenta años por el desierto del Sinaí. Este relato, principalmente contenido en los libros de Éxodo, Levítico, Números y Deuteronomio, es la narrativa fundacional del pueblo de Israel y una de las historias más influyentes de la cultura occidental.
Si bien la tradición religiosa considera el Éxodo como un evento histórico real, el consenso académico abrumador entre arqueólogos, historiadores y biblistas es que la narrativa no representa un evento histórico tal como se describe en la Biblia. No se ha encontrado evidencia arqueológica directa de una migración de la escala descrita (más de dos millones de personas) en la península del Sinaí, ni evidencia en los registros egipcios de la esclavitud de este pueblo o de las plagas.
La mayoría de los estudiosos considera que el relato del Éxodo se compuso principalmente durante el cautiverio babilónico (siglo VI a. C.) y el período persa posterior (siglos V-IV a. C.), aunque basándose en tradiciones orales y fragmentos más antiguos. Su propósito es visto como teológico y etiológico: explicar los orígenes de Israel, sus leyes y su pacto con su dios nacional, Yahvé, a través de una poderosa historia de opresión y liberación.

## El Relato Bíblico: La Narrativa Fundacional
La Biblia es la única fuente antigua que describe los eventos del Éxodo. La narrativa puede resumirse en los siguientes puntos clave:
- Esclavitud en Egipto: Los descendientes del patriarca Jacob, conocidos como hebreos, se multiplican en la región de Gosén. Un nuevo faraón, que "no conocía a José", los somete a una brutal esclavitud (Éxodo 1:8-14).
- Moisés y el Llamado Divino: Un niño hebreo, Moisés, es salvado de un infanticidio decretado por el faraón, criado en la corte egipcia y, ya adulto, llamado por Yahvé desde una zarza ardiente para liberar a su pueblo (Éxodo 3).
- Las Plagas y la Pascua: Tras la negativa del faraón a liberar a los hebreos, Yahvé inflige diez plagas sobre Egipto. La última, la muerte de los primogénitos egipcios, convence al faraón. Los hebreos son protegidos al marcar sus puertas con la sangre de un cordero, un evento que funda la festividad de la Pascua (Éxodo 7-12).
- La Salida y el Cruce del Mar: La Biblia afirma que "unos seiscientos mil hombres de a pie, sin contar los niños" (Éxodo 12:37) salen de Egipto. Perseguidos por el ejército egipcio, cruzan milagrosamente el Mar de los Juncos (traducido comúnmente como Mar Rojo), cuyas aguas se cierran sobre sus perseguidores (Éxodo 14).
- El Pacto en el Sinaí: En el Monte Sinaí, Yahvé establece un pacto con el pueblo, entregándole los Diez Mandamientos y un cuerpo extenso de leyes (la Torá), que definen su identidad religiosa y social (Éxodo 19-24).

## Análisis Académico y Evidencia Arqueológica
La investigación académica moderna evalúa la historicidad del Éxodo a través de la arqueología, la egiptología y la crítica textual, llegando a un consenso negativo sobre la historicidad literal del relato. El arqueólogo William G. Dever resume la posición mayoritaria: "Después de un siglo de investigación por parte de arqueólogos egiptólogos, la conclusión es que no se ha encontrado evidencia directa de la estancia de Israel en Egipto ni del Éxodo".

### Ausencia de Evidencia Arqueológica y Textual
- Registros Egipcios: El Imperio Nuevo de Egipto (c. 1550-1070 a. C.), período en el que se suele ubicar el Éxodo, fue una era de meticulosa administración y registro. A pesar de los extensos archivos, no existe ninguna mención a una población esclava hebrea de la magnitud descrita, ni a las devastadoras plagas, ni a la derrota del ejército del faraón. El egiptólogo Donald B. Redford concluye que los registros egipcios son "completamente silenciosos sobre este asunto".[5]
- Península del Sinaí: Una migración de más de dos millones de personas durante cuarenta años habría dejado un rastro arqueológico masivo (campamentos, cerámica, tumbas, altares, etc.). Las intensas y sistemáticas prospecciones arqueológicas en el Sinaí no han revelado ni un solo vestigio de tal migración durante la Edad del Bronce Final.[1]
- La Conquista de Canaán: El Libro de Josué, que narra la conquista militar de Canaán por los israelitas tras el Éxodo, también se contradice con el registro arqueológico. Ciudades como Jericó y Ai, descritas como poderosas y destruidas por los invasores, estaban deshabitadas o eran insignificantes en el período de tiempo propuesto.[6]

### Anacronismos en el Texto Bíblico
El texto del Éxodo contiene elementos que no encajan en el contexto de la Edad del Bronce Final (c. 1550-1200 a. C.), sugiriendo una fecha de composición mucho más tardía:
- Filisteos: Se menciona a los filisteos en varias ocasiones (p. ej., Éxodo 13:17), pero este pueblo no se asentó en la costa de Canaán hasta alrededor del 1200 a. C.[1]
- Camellos: Los camellos aparecen como animales de carga comunes, pero su domesticación a gran escala y su uso en caravanas no se generalizó en el Levante hasta después del año 1000 a. C.[7]
- Reinos de Edom y Moab: El texto asume la existencia de reinos organizados en Edom y Moab, pero la evidencia arqueológica indica que estos se consolidaron como estados siglos después.[1]

## Modelos Alternativos sobre el Origen de Israel
Ante la falta de evidencia para el Éxodo, la academia ha desarrollado modelos alternativos para explicar el surgimiento de Israel, basados principalmente en la evidencia arqueológica en Canaán.
- Modelo del Origen Cananeo (Consenso Mayoritario): Este modelo, apoyado por la mayoría de los arqueólogos, postula que los proto-israelitas no eran invasores extranjeros, sino un grupo de cananeos que se diferenciaron gradualmente del resto de la población. Este proceso, que tuvo lugar en las tierras altas de Canaán alrededor del 1200 a. C., pudo ser una respuesta a la desintegración de las ciudades-estado cananeas controladas por Egipto. Esta teoría explica la fuerte continuidad en la cultura material (cerámica, arquitectura) entre los primeros asentamientos israelitas y la cultura cananea circundante.[2] La Estela de Merenptah (c. 1208 a. C.), una inscripción del faraón Merenptah que celebra su victoria en Canaán, contiene la primera mención extrabíblica de "Israel", describiéndolo como un pueblo (no una ciudad o un estado) ya asentado en la región.

- El Éxodo como "Memoria Cultural": Numerosos estudiosos, como Jan Assmann, proponen que el Éxodo no es historia, sino memoria cultural.[8] Es posible que un pequeño grupo de semitas escapara de Egipto (quizás los "Habiru" mencionados en fuentes egipcias) y que su historia de liberación fuera tan poderosa que fue adoptada, magnificada y finalmente aplicada a todo el pueblo de Israel para forjar una identidad nacional unificada. La historia funcionaría como un mito fundacional, no como un reportaje histórico.

- Posiciones Minoritarias: Un grupo minoritario de académicos, a menudo llamados "maximalistas" (como James K. Hoffmeier o Kenneth Kitchen), defiende la existencia de un "núcleo histórico" en el relato. Argumentan que la ausencia de evidencia no es prueba de ausencia y que un grupo mucho más pequeño de lo que la Biblia sugiere pudo haber salido de Egipto, dejando un rastro arqueológico mínimo. Sin embargo, esta visión no es aceptada por la corriente principal de la academia.[9]

## Conclusión: Historia, Memoria y Teología
El consenso académico contemporáneo concluye que el Éxodo, tal como lo narra la Biblia, no es un evento histórico. En su lugar, es interpretado como una obra maestra de la literatura teológica, una narrativa compuesta siglos después de los eventos que describe. Su propósito principal era cimentar la identidad del pueblo de Israel durante y después del exilio babilónico, estableciendo su origen en un acto de salvación divina y proporcionando una base para su ley y su pacto con Dios. La falta de historicidad literal no resta valor a su profundo impacto como texto fundamental para el judaísmo, el cristianismo y la cultura mundial, donde sigue siendo un poderoso símbolo de liberación frente a la tiranía.